# Sporophila
Sporophila je početný rod z čeledi tangarovití (Thraupidae). Český název je kněžík. Jedná se o ptáky obývající Severní a Střední Ameriku, výjimečně i tu Jižní. Není výjimkou, aby se tito ptáci chovali jako okrasní. Nejedná se sice o pestře zbarvení nebo netypické ptáky, naopak jejich zbarvení je většinou černo-bílé, ale jsou to poměrně dobří a schopní rodiče, které je vhodné použít i jako náhradní chůvy menších ptáků, jako jsou například astrildovití. Pohlavní dimorfismus bývá výrazný a to jak ve velikosti tak ve zbarvení. Většina druhů z tohoto rodu se dle IUCN řadí jako málo dotčené, tedy nechráněné, několik výjimek je ale silně ovlivňováno ztrátou vhodného prostředí k životu. Většina druhů byla popsána v 19. století, avšak nejmladší druh, Sporophila beltoni, byl popsán až roku 2013.

## Druhy
- Kněžík bělobradý (Sporophila albogularis)
- Kněžík páskovaný (Sporophila americana)
- Kněžík Duboisův (Sporophila ardesiaca)
- Sporophila beltoni
- Kněžík skořicový (Sporophila bouvreuil)
- Kněžík Lessonův (Sporophila bouvronides)
- Kněžík černobradý (Sporophila caerulescens)
- Kněžík kaštanovobřichý (Sporophila castaneiventris)
- Kněžík kaštanový (Sporophila cinnamomea)
- Kněžík mokřadní (Sporophila collaris)
- Kněžík proměnlivý (Sporophila corvina)
- Kněžík sokolí (Sporophila falcirostris)
- Kněžík plavohrdlý (Sporophila frontalis)
- Kněžík šedopláštíkový (Sporophila hypochroma)
- Kněžík rezavobřichý (Sporophila hypoxantha)
- Kněžík vrabcovitý (Sporophila intermedia)
- Kněžík bělobřichý (Sporophila leucoptera)
- Kněžík bělovousý (Sporophila lineola)
- Kněžík černobílý (Sporophila luctuosa)
- Kněžík černobřichý (Sporophila melanogaster)
- Kněžík kápový (Sporophila melanops)
- Kněžík rezavoprsý (Sporophila minuta)
- Kněžík amazonský (Sporophila murallae)
- Kněžík černohrdlý (Sporophila nigricollis)
- Kněžík bolivijský (Sporophila nigrorufa)
- Kněžík bažinný (Sporophila palustris)
- Kněžík papouščí (Sporophila peruviana)
- Sporophila pileata
- Kněžík šedý (Sporophila plumbea)
- Kněžík tmavohrdlý (Sporophila ruficollis)
- Kněžík šedobílý (Sporophila schistacea)
- Kněžík prostý (Sporophila simplex)
- Kněžík malinký (Sporophila telasco)
- Kněžík obojkový (Sporophila torqueola)